# Mark Walker (batterista)
Mark Walker (Chicago, 16 ottobre 1961) è un bassista statunitense,conosciuto prevalentemente per la sua militanza nella band rock progressivo Caravan, e per la sua lunga attività di turnista.

## Biografia

### Inizi
Proveniente da Central America, un quartiere di Chicago, ha iniziato a suonare la batteria all'età di dieci anni e ha suonato nel suo primo club professionale appena terminato il liceo.
Nel corso degli anni ha acquisito esperienza eseguendo una gamma estremamente ampia di stili nell'area di Chicago e in seguito è diventato un batterista e percussionista di prima chiamata, suonando in oltre mille jingle pubblicitari. Ha vinto complessivamente 3 Grammy Awards.
Nel 2011 entra a far parte dei riformati Caravan, raccogliendo l'eredità dello storico batterista della band Richard Coughlan.

## Discografia

### Album solisti
- 2009 - Since Forever
- 2016 - Kindred Spirit
- 2017 - Road to Forever
- 2019 - All the Thing You Are
- 2021 - You Get What You Give

### Con i Caravan
- 2013 - Paradise Filter
- 2021 - It's None of Your Business

### Con i Caribbean Jazz project
- 2000 - New Horizons
- 2002 - The Gathering
- 2003 - Birds of a Feather

### Con i Greg Abate Quartet
- 2014 - Motif

### Con i Tangent
- 2008 - Not As Good As The Book
- 2009 - Down And Out In Paris And London

### Collaborazioni
- 2003 - Rythm Riot - Jeff Potter
- 2004 - The Road to Bliss - Cathy Richardson
- 2004 - Mad Dog Days - John Martyn
- 2004 - Simple Complex - John Weaver
- 2005 - Concrete and Street Lamps - Jake Searson
- 2006 - Woman to Woman:Songs of Life - Vickie Winans
- 2007 - Tatoom - Andy Narell